# Lista de cidades de Connecticut

Localização do estado de Connecticut nos Estados Unidos.

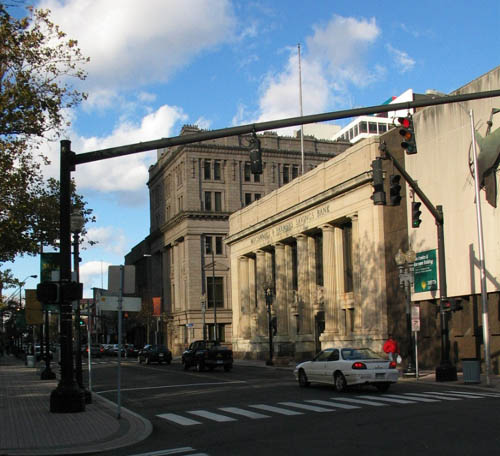
Rua em Bridgeport, maior cidade de Connecticut.

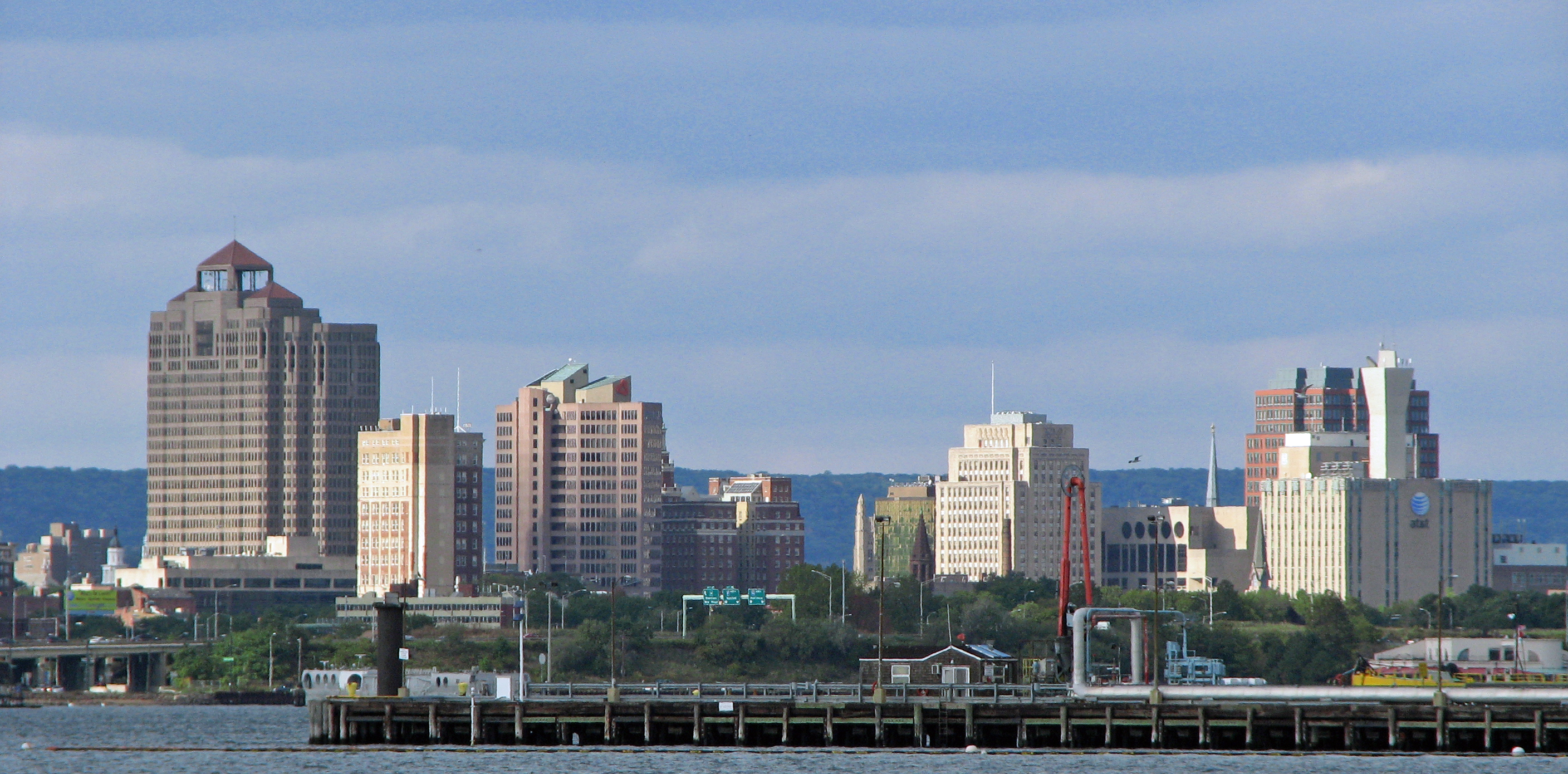
New Haven, segunda cidade mais populosa de Connecticut.

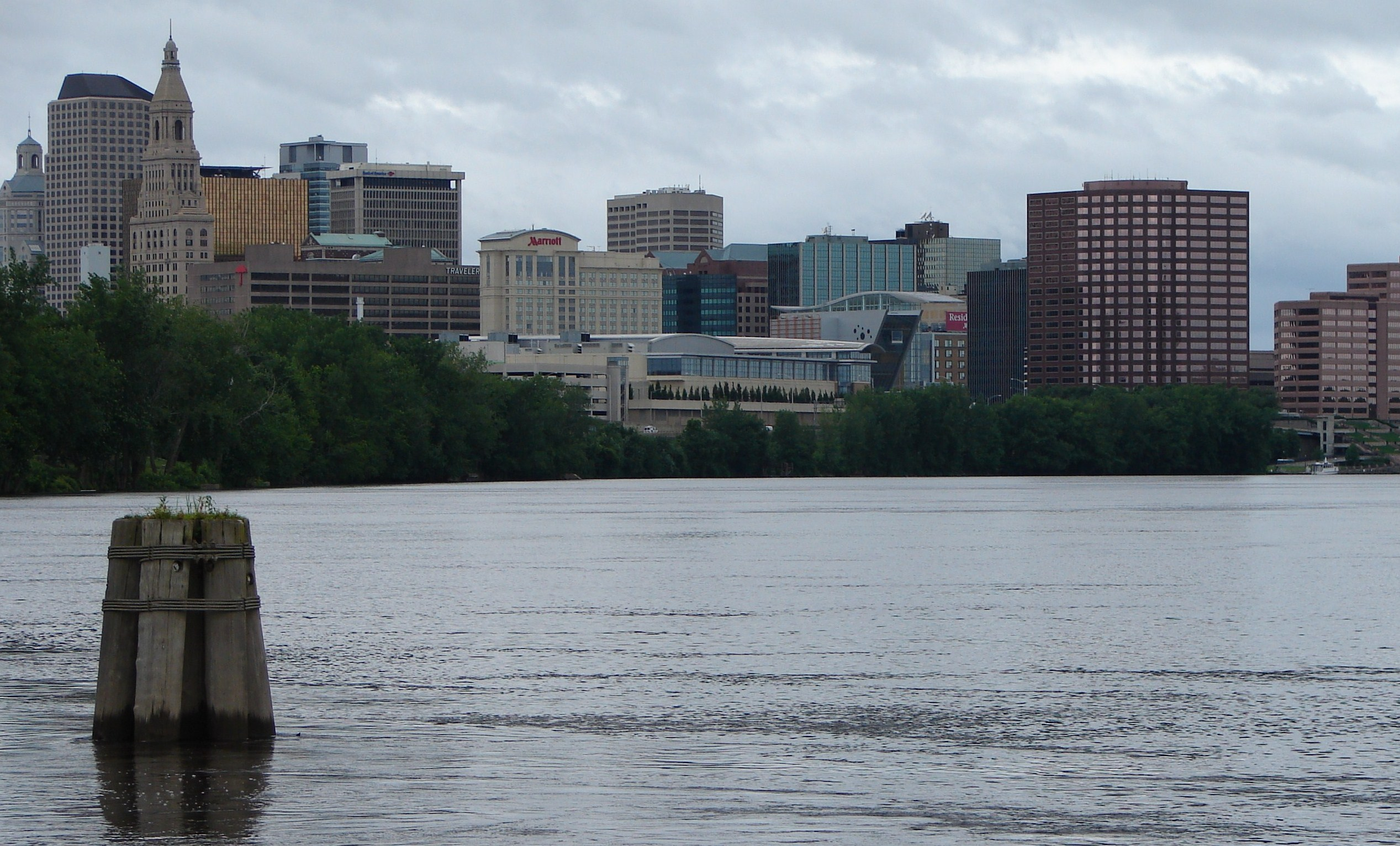
Hartford, capital e terceira maior cidade de Connecticut.

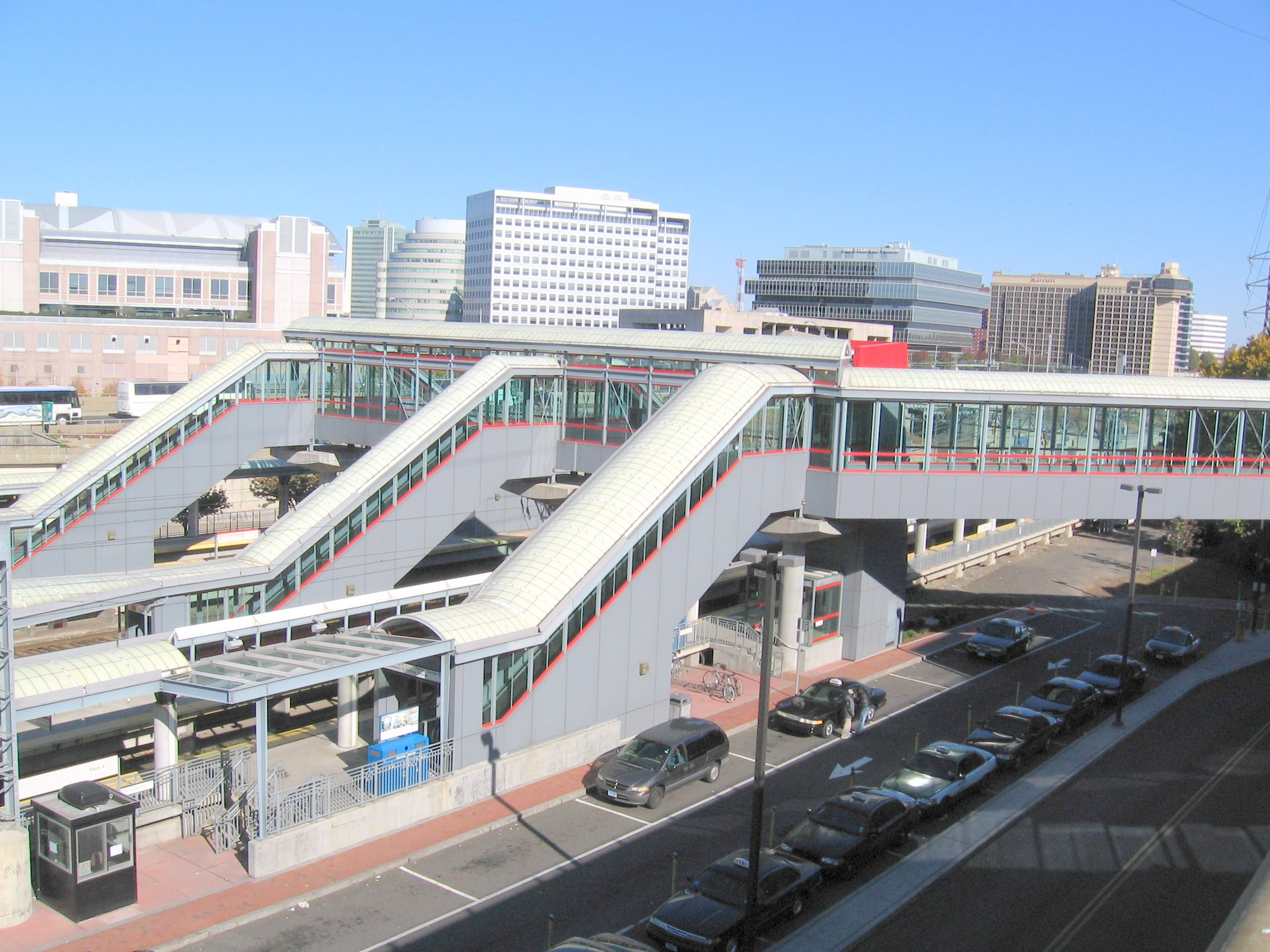
Stamford, quarta maior cidade de Connecticut.

Connecticut é um estado localizado no nordeste dos Estados Unidos. De acordo com o Censo dos Estados Unidos de 2010, Connecticut é o 29º estado mais populoso, com 3.574.097 de habitantes, e o 3º menor estado por extensão territorial medindo cerca de 14 357,36 km².
A incorporação de uma cidade requer um ato especial pela assembléia geral de Connecticut. Todas as cidades em Connecticut são municípios dependentes, o que significa que eles estão localizados dentro e subordinadas a uma cidade. No entanto, exceto um, todas as vilas atualmente existentes em Connecticut são consolidadas com sua cidade-mãe.

## A
- Andover
- Ansonia
- Ashford
- Avon

## B
- Bantam
- Barkhamsted
- Beacon Falls
- Berlin
- Bethany
- Bethel
- Bethlehem
- Bloomfield
- Blue Hills
- Bolton
- Bozrah
- Branford Center
- Bridgeport
- Bridgewater
- Bristol
- Broad Brook
- Brookfield
- Brooklyn
- Burlington

## C
- Canaan
- Canterbury
- Canton Valley
- Central Manchester
- Central Waterford
- Chaplin
- Cheshire
- Chester
- Clinton
- Colchester
- Colebrook
- Collinsville
- Conning Towers-Nautilus Park
- Cornwall
- Columbia
- Coventry Lake
- Cromwell
- Crystal Lake

## D
- Danbury
- Danielson
- Darien
- Deep River Center
- Derby
- Durham

## E
- East Brooklyn
- East Granby
- East Haddam
- East Hampton
- East Hartford
- East Haven
- East Lyme
- East Windsor
- Eastford
- Easton
- Ellington
- Enfield
- Essex

## F
- Fairfield
- Farmington
- Fenwick
- Franklin

## G
- Georgetown
- Glastonbury
- Goshen
- Granby
- Greenwich
- Griswold
- Groton
- Groton Long Point
- Guilford Center

## H
- Haddam
- Hamden
- Hampton
- Hartford
- Hartland
- Harwinton
- Hazardville
- Hebron
- Heritage Village
- Higganum

## J
- Jewett City

## K
- Kent
- Kensington
- Killingly
- Killingworth

## L
- Lake Pocotopaug
- Lebanon
- Ledyard
- Lisbon
- Litchfield
- Long Hill
- Lyme

## M
- Madison Center
- Manchester
- Mansfield Center
- Marlborough
- Meriden
- Mianus
- Middlebury
- Middlefield
- Middletown
- Milford
- Monroe
- Moodus
- Moosup
- Montville
- Morris
- Mystic

## N
- Naugatuck
- Newington
- Newtown
- New Britain
- New Canaan
- New Fairfield
- New Hartford
- New Haven
- New London
- New Milford
- New Preston
- Norfolk
- North Branford
- North Canaan
- North Granby
- North Grosvenor Dale
- North Haven
- Northwest Harwinton
- North Stonington
- Norwalk
- Norwich

## O
- Old Lyme
- Old Mystic
- Old Saybrook Center
- Orange
- Oxford
- Oxoboxo River

## P
- Plainfield
- Plainville
- Plymouth
- Pomfret
- Portland
- Preston
- Prospect
- Putnam

## R
- Redding
- Ridgefield
- Rocky Hill
- Roxbury

## S
- Salem
- Salisbury
- Scotland
- Seymour
- Sharon
- Shelton
- Sherman
- Simsbury
- Somers
- South Windsor
- Southbury
- Southington
- Sprague
- Stafford
- Stamford
- Sterling
- Stonington
- Stratford
- Suffield

## T
- Thomaston
- Thompson
- Tolland
- Torrington
- Trumbull

## U
- Union

## V
- Vernon
- Voluntown

## W
- Wallingford
- Warren
- Washington
- Waterbury
- Waterford
- Watertown
- West Hartford
- West Haven
- Westbrook
- Weston
- Westport
- Wethersfield
- Willimantic
- Willington
- Wilton
- Winchester
- Windham
- Windsor
- Windsor Locks
- Wolcott
- Woolbridge
- Woodbury
- Woodstock